# Anamixis cavatura
Anamixis cavatura är en kräftdjursart som beskrevs av Thomas 1997. Anamixis cavatura ingår i släktet Anamixis och familjen Leucothoidae. Inga underarter finns listade i Catalogue of Life.